# Sofia het prinsesje
Sofia het prinsesje (oorspronkelijke titel: Sofia the First) is een Amerikaanse computeranimatieserie die sinds 2012 door Disney Television Animation wordt geproduceerd. De serie bestaat uit korte afleveringen van 22 minuten en enkele langere afleveringen van 60 minuten.

## Concept
Sofia, een meisje van 8, is een gewoon meisje van het dorp. Haar leven verandert wanneer haar moeder met de koning van Toverije trouwt en ze opeens prinses wordt. Ze verhuist naar het paleis en beleeft magische avonturen in haar nieuwe leven als prinses. Ze krijgt les van Flora, Fauna en Mooiweertje, de drie goede feeën uit het verhaal van Doornroosje. De amulet dat ze van haar stiefvader cadeau krijgt, beschermt haar en later geeft haar ook magische krachten (bijvoorbeeld als ze het amulet draagt kan ze met de dieren praten).
De afleveringen worden geopend door Flora, Fauna en Mooiweertje.   
De andere bekende prinsessen zoals Assepoester en Ariël spelen soms een kleine rol in het verhaal.

## Personages

### Hoofdpersonages
- Prinses Sofia - een meisje van 8 dat opeens prinses wordt
- Prinses Amber -  de stiefzus van Sofia
- Prins James - de stiefbroer van Sofia en de tweelingbroer van Amber
- Koningin Miranda - Sofia's moeder
- Koning Roland II - Sofia's stiefvader en de koning van Toverije
- Roderick - de hoftovenaar. Hij probeert steeds de amulet van Sofia te stelen.
- Klaver - een konijn dat met Sofia bevriend is
- Boudewijn - de hofmeester

### Andere personages
- Flora - de rode goede fee uit het verhaal van Doornroosje
- Fauna - de groene goede fee uit het verhaal van Doornroosje
- Mooiweertje - de blauwe goede fee uit het verhaal van Doornroosje
- Robin - een roodborstlijster die met Sofia bevriend is
- Mia - een bergsialia die met Sofia bevriend is
- Wijsnoot - een eekhoorn die met Sofia bevriend is
- Praline - een pauw die met Amber bevriend is
- Freedo - een baviaan die met James bevriend is
- Minimus - een Pegasus pony uit de koninklijke stal
- Wormhout - de raaf van Roderick
- Ruby - meisje van het dorp en Sofia's vriendin
- Jade - meisje van het dorp en Sofia's vriendin
- Hertogin Matilda - oudere zus van Koning Ronald II
- Juf Netel - fee en oud-leerling van de drie goede feeën. Zij probeert de amulet van Sofia te stelen.
- Lucinda - het heksje uit het dorp van Toverij.
- Prinses Ivy - wordt door Amber opgeroepen en wil Toverij veroveren.

### Voorwerpen en locaties
- Amulet van Avalor - de amulet van Sofia
- Toverije - Het koninkrijk van Koning Roland II

### Feestdagen in Toverije
- Wasillia - Het Winterfeest in Toverije (hier noemen we het kerst)

## Afleveringen

### Pilot
| Aflevering (seizoen) | Aflevering (serie) | Titel                   |
| -------------------- | ------------------ | ----------------------- |
| 1                    | 1                  | Er was eens een prinses |

### Seizoen 1
| Aflevering (seizoen) | Aflevering (serie) | Titel                               |
| -------------------- | ------------------ | ----------------------------------- |
| 1                    | 1                  | Gewoon een van de prinsen           |
| 2                    | 2                  | Het grote slaapfeest                |
| 3                    | 3                  | Rock-'n-rollen met trollen          |
| 4                    | 4                  | Rodericks leerling                  |
| 5                    | 5                  | Een koninklijke bende               |
| 6                    | 6                  | De verlegen prinses                 |
| 7                    | 7                  | Konijn met een lintje               |
| 8                    | 8                  | De prinsessentest                   |
| 9                    | 9                  | Boudewijns snipperdag               |
| 10                   | 10                 | De drie- Koninkrijken picknick      |
| 11                   | 11                 | De kleine heks                      |
| 12                   | 12                 | Tangu voor twee                     |
| 13                   | 13                 | Waar is Klaver?                     |
| 14                   | 14                 | Het amulet van Avalor               |
| 15                   | 15                 | De boterbloemen                     |
| 16                   | 16                 | Ruim baan voor juf Netel            |
| 17                   | 17                 | Het amulet en het volkslied         |
| 18                   | 18                 | Vlinderprinses                      |
| 19                   | 19                 | Thee voor iedereen                  |
| 20                   | 20                 | Tante-avontuur                      |
| 21                   | 21                 | De koninklijke bakker               |
| 22                   | 22                 | Het drijvende paleis (deel I en II) |
| 23                   | 23                 | Feestdag in Toverije                |
| 24                   | 24                 | Vier is te veel                     |
| 25                   | 25                 | Twee prinsessen en een peuter       |

### Seizoen 2
| Aflevering (seizoen) | Aflevering (serie) | Titel                             |
| -------------------- | ------------------ | --------------------------------- |
| 1                    | 26                 | Het toverfeest                    |
| 2                    | 27                 | De vliegende kroon                |
| 3                    | 28                 | Mama en ik                        |
| 4                    | 29                 | De stille ridder                  |
| 5                    | 30                 | Betoverings wetenschapbeurs       |
| 6                    | 31                 | Koning voor 1 dag                 |
| 7                    | 32                 | Vraag het de wensput              |
| 8                    | 33                 | Fien frutsel                      |
| 9                    | 34                 | Sofia het gifbesje                |
| 10                   | 35                 | Mystic Meadows                    |
| 11                   | 36                 | Reddingsactie van prinsessen      |
| 12                   | 37                 | Het spokengala                    |
| 13                   | 38                 | The Emerald Key                   |
| 14                   | 39                 | In een ander velletje             |
| 15                   | 40                 | The Princess Stays in the Picture |
| 16                   | 41                 | Het jubileumfeest                 |
| 17                   | 42                 | De vloek van prinses Ivy          |
| 18                   | 43                 | Winter's Gift                     |
| 19                   | 44                 | Het bossong festival              |
| 20                   | 45                 | Substitute Cedric                 |
| 21                   | 46                 | Clover Time                       |
| 22                   | 47                 | In a Tizzy                        |
| 23                   | 48                 | A Tale of Two Teams               |

### Seizoen 3
| Aflevering (seizoen) | Aflevering (serie) | Titel                       |
| -------------------- | ------------------ | --------------------------- |
| 1                    | 49                 | Fluke de stoere held        |
| 2                    | 50                 | Roderick de braverik        |
| 3                    | 51                 | De prinsessen avonturenclub |
| 4                    | 52                 | De lijsten van het ladhuis  |
| 5                    | 53                 | De geheime bibliotheek      |
| 6                    | 54                 | Casiem de wensgeest         |
| 7                    | 55                 | Gretta de vliegel           |

## Uitzending
In Nederland wordt de serie uitgezonden op NPO en Disney Junior.